# Otto von Emmich
Albert Theodor Otto von Emmich, född 4 augusti 1848, död 22 december 1915, var en tysk militär.
Emmich blev officer vid infanteriet 1867, överste och regementschef 1897, generalmajor 1901, general vid infanteriet och chef för 10:e armékåren i Hannover 1909. Emmich, som med utmärkelse deltagit i tysk-franska kriget förde vid första världskrigets utbrott sin ännu ej färdigmobiliserade armékår över belgiska gränsen och intog 7-16 augusti 1914 Liège. I april 1915 överflyttade Emmerich tillsammans med 10:e armékåren till östfronten och 11:e armén, där han med framgång deltog i slaget vid Gorlice-Tarnov 1-4/5 och i striderna vid Lemberg 17-22 juni samma år. Emmich adlades 1912.